# Borgstedt
Borgstedt är en kommun och ort i Kreis Rendsburg-Eckernförde i förbundslandet Schleswig-Holstein i Tyskland.
Kommunen ingår i kommunalförbundet Amt Hüttener Berge tillsammans med ytterligare 15 kommuner.